# قسم راز الريفي (مقاطعة بجنورد)
قسم راز الريفي (بالفارسية: دهستان راز) هي منطقة ريفية تقع في إيران في مقاطعة راز. يقدر عدد سكانها بـ 6,059 نسمة .